# Талдинська-2
Талдинська-2 (рос. Талдынская-2, Дурных снов) — печера на Алтаї, Алтайський край, Росія.  Загальна протяжність — 200 м. Глибина печери — 19 м, амплітуда висот — 19 м; загальна площа — 330 м²; об'єм — 770 м³.  Печера відноситься до Західноалтайської області Алтайської провінції Алтай-Саянської спелеологічної країни. Кадастровий номер 5146/8543-2Z.